# (24514) 2001 BB58
2001 بي بي 58 (ويعرف أيضًا باسم (24514) 2001 بي بي 58 وفق تسمية الكوكب الصغير) (بالإنجليزية: 2001 BB58)‏ هو كويكب ضمن حزام الكويكبات؛ وترتيبه 24514 من حيث الاكتشاف.
اكتُشف هذا الجُرم الفلكي بواسطة بحث لنكولن عن الكويكبات القريبة من الأرض في 21 يناير 2001.

## وصلات خارجية
- (24514) 2001 BB58 في قاعدة بيانات مختبر الدفع النفاث لأجرام النظام الشمسي الصغيرة

- الاكتشاف · مخطط المدار ·  العناصر المدارية · المعلمات المادية

- (24514) 2001 BB58 على موقع ويكي سكاي: DSS2, SDSS, GALEX, IRAS, Hydrogen α, X-Ray, Astrophoto, Sky Map, Articles and images